# Netelia elegans
Netelia elegans là một loài tò vò trong họ Ichneumonidae.